# Теста дел'Аква (Сиракуза)
Теста дел'Аква је насеље у Италији у округу Сиракуза, региону Сицилија.
Према процени из 2011. у насељу је живело 235 становника. Насеље се налази на надморској висини од 594 м.